# Cojoba mariaelenae
Cojoba mariaelenae är en ärtväxtart som beskrevs av Maria de Lourdes Rico. Cojoba mariaelenae ingår i släktet Cojoba, och familjen ärtväxter. Inga underarter finns listade i Catalogue of Life.